# Componentenanalyse
De componentenanalyse is binnen de woordsemantiek en de structuralistische semantiek een procedé waarbij woorden en  gebonden morfemen worden opgesplitst in zo klein mogelijke betekenisvolle eenheden die semantische kenmerken of semen worden genoemd. Deze manier van analyseren is gebaseerd op het compositionaliteitsprincipe. De betekenis van het woord of morfeem krijgt hierdoor het karakter van een hiërarchisch geordende structuur. Op deze manier kunnen op iets hoger niveau woordvelden worden afgebakend.   

## Voorbeeld
De betekenis van "plas, poel" laat zich op deze manier bijvoorbeeld opsplitsen in de volgende binaire semantische kenmerken: [-stromend], [+staand], [+natuurlijk], [-kunstmatig], [-groot] en [+klein].

## Achtergrond
Zowel de structurele semantiek als de componententanalyse zijn gebaseerd op fonologische modellen van de School van Praag, waarbij spraakgeluiden worden geanalyseerd in termen van distinctieve kenmerken.
Volgens taalkundige Harriet Ottenheimer (2006) vormt de componentenanalyse op intercultureel niveau een belangrijk hulpmiddel bij het bepalen van de manier waarop sprekers van een bepaalde taal woorden binnen verschillende betekenisgebieden onderscheiden. De componentenanalyse zou op deze manier niet alleen een belangrijk onderdeel vormen van het proces van tweedetaalverwerving maar ook van andere studies, met name de Etnografie. 
Op basis van de componentenanalyse zijn modellen opgesteld binnen de generatieve semantiek, de woordveldtheorie en de transformatiegrammatica. De theorie vertoont echter ook tekortkomingen. Zo kan bijvoorbeeld op deze manier meestal slechts een deel van de woordenschat van een taal in termen van gestructureerde kenmerken worden beschreven. Ook is er sprake van een soort vicieuze cirkel ofwel autologie doordat taal slechts met behulp van zichzelf geanalyseerd wordt, iets wat bij de beschrijving van vergelijkbare systemen zoals de wiskunde bij voorkeur niet gebeurt. Ten slotte zijn semantische kenmerken niet altijd even helder omschreven.   